# Escape – Vermächtnis der Wikinger
Escape – Vermächtnis der Wikinger (Originaltitel: Flukt) ist ein norwegischer Spielfilm aus dem Jahr 2012. In den Hauptrollen sind Isabel Christine Andreasen und Ingrid Bolsø Berdal zu sehen, Regie führte Roar Uthaug.

## Handlung
Norwegen im 14. Jahrhundert: In dem von der Pest gezeichneten Land wird die Familie der jungen Signe vor deren Augen von der Bande der Anführerin Dagmar getötet. Dagmar selbst erschießt Signes Bruder mit einer Armbrust. Signe wird von Dagmar verschont und verschleppt. In Dagmars Lager trifft sie auf deren Ziehtochter Frigg. Als diese sich der gefesselten Signe annähert, wird Frigg bestraft. In der Folge fliehen die beiden Mädchen aus dem Lager; Dagmar und ihre Gefolgsleute nehmen die Verfolgung durch die skandinavische Landschaft auf. Auf der Flucht schafft es Signe, zwei von fünf Gefolgsleuten Dagmars auszuschalten.
Die Mädchen finden Unterschlupf bei dem Jäger Trygve. Dieser gibt ihnen Unterschlupf und Nahrung. Er schildert den Mädchen Dagmars Vergangenheit: Zu Zeiten der Pest-Epidemie wurde Dagmar als Hexe denunziert, die die Seuche in der Region ausgelöst haben sollte. Die Dorfbewohner vollzogen an der schwangeren Dagmar und deren kleiner Tochter die Wasserprobe. Das Mädchen ertrank, Dagmar hingegen entkam, verlor aber auch ihr ungeborenes Kind. Trygve schult Signe zudem in der Jagd und im Bogenschießen.
Dagmar und ihre verbliebenen drei Begleiter spüren die Mädchen bei Trygve auf und töten diesen, wobei auch einer der Begleiter stirbt. Die Mädchen fliehen erneut, werden aber an einer Klippe gestellt. Während Frigg so erneut in Dagmars Fänge gerät, stürzt sich Signe von der Klippe. Sie überlebt den Sturz und kehrt zu Trygves Hütte zurück, beerdigt ihn. Mit dessen Waffen kehrt sie zu Dagmars Lager zurück und tötet deren zwei Gefolgsmänner. Dann befreit sie die gefesselte Frigg. Es kommt zum Kampf zwischen Signe und Dagmar, in dessen Verlauf Signe Dagmar mit deren Armbrust tötet.

## Hintergrund
Die Dreharbeiten fanden in Sirdal in Norwegen statt.
Escape wurde am 20. September 2012 auf dem Slash Filmfestival uraufgeführt. Er lief am 27. September 2012 in den norwegischen Kinos an. In Deutschland feierte der Film seine Premiere als DVD-Release am 24. Mai 2013.
Der Film wird in Deutschland auch unter dem Titel Escape – Überleben ist alles vertrieben.

## Kritiken
Bill Gibron von DVD Verdict verglich den Film mit dem fast zeitgleich gestarteten Die Tribute von Panem – The Hunger Games: „Just get all images of Katniss Everdeen and her kid killing contest out of your mind and you'll enjoy this“ („Vergessen Sie einfach alle Bilder von Katniss Everdeen und ihrem Kindermordwettbewerb und Sie werden dies genießen“).
TV Spielfilm beurteilte den Film positiv. Die Redakteure sahen den Film als „kurzweilige Frauenpower-Mittelalteraction“ und in Berdals Charakter eine „fiese Oberunholdin“ in einem „knackigen B-Film“.